# Підшивалово
Підшива́лово (рос. Подшивалово) — присілок в Зав'яловському районі Удмуртії, Росія.
Знаходиться на лівому березі верхньої течії річки Караваєвка, лівої притоки річки Лудзинка. Біля присілка проходить автодорога Іжевськ-Нилга-Ува.

## Населення
Населення — 1574 особи (2010; 1544 в 2002).
Національний склад станом на 2002 рік:
- удмурти — 73 %

## Історія
До революції присілок входило до складу Сарапульського повіту Вятської губернії. За даними 10-ї ревізії 1859 року присілок мало 31 двір, де проживало 281 особа, працювало 2 млини та кузня. До 1959 року присілок входило до складу Сепичевської сільради. Указом президії ВР Удмуртської АРСР від 25 березня 1959 року Сепичевська та Совєтсько-Нікольська сільради були об'єднані в Подшиваловську сільраду з центром в селі Підшивалово. У 2005 році сільрада перетворюється в сільське поселення.

## Економіка
Головними підприємствами присілка є ВАТ «Підшиваловське», перетворене з колгоспу «Сепичевський», ТОВ «Сироділ».
Із закладів соціальної сфери працюють середня школа, дитячий садок, культурний комплекс, ФАП та клуб.

## Урбаноніми[6]
- вулиці — 1-а Підлісна, 2-а Підлісна, Горобинова, Джерельна, Дружня, Зайцева, Західна, Лісництва, Молодіжна, Нова, Праці, Садова, Свободи, Соснова, Ставкова, Шкільна
- провулки — Верхньо-Лудзинський, Жовтневий, Спортивний